# مسجد مقبرة
مسجد مقبرة هو مسجد تاريخي يعود إلى عصر الدولة الصفوية، ويقع في تبريز.